# Oedemopsis interstitis
Oedemopsis interstitis är en stekelart som beskrevs av Dmitriy R. Kasparyan 1994. Oedemopsis interstitis ingår i släktet Oedemopsis och familjen brokparasitsteklar. Inga underarter finns listade i Catalogue of Life.